# Radical 6
El radical 6, representado por el carácter Han 亅, es uno de los 214 radicales del diccionario de Kangxi. En mandarín estándar es llamado 亅部　(jué bù,«radical gancho»), en japonés es llamado  亅部, けつぶ　(ketsubu), y en coreano 궐(gwol). 

## Nombres populares
- Mandarín estándar: 竪鈎, shù gōu, «gancho vertical».
- Coreano:갈고리궐부, galgoli gwol bu, «radical “gwol”-gancho».
- Japonés: 羽棒（はねぼう）, hanebō, «palo emplumado»;　鉤（かぎ）, kagi «gancho».
- En occidente: Radical «gancho».

## Caracteres con el radical 6

| trazos | carácter           |
| ------ | ------------------ |
| + 0    | 亅                 |
| + 1    | 了                 |
| + 2    | 亇                 |
| + 3    | 予                 |
| + 5    | 争                 |
| + 6    | 爭                 |
| + 7    | 亊 (Solo en Hanja) |
| + 8    | 事                 |

## Galería
| Estilos antiguos                                 | Estilos antiguos                  | Estilos antiguos                        | Estilos antiguos                   | Estilos antiguos                   | Estilos empleados actualmente       | Estilos empleados actualmente  | Estilos empleados actualmente    | Estilos empleados actualmente   | Estilos empleados actualmente  |
|                                                  |                                   |                                         |                                    |                                    |                                     | 亅                             | 亅                               |                                 |                                |
| 甲骨文 jiǎgǔwén (escritura de huesos oraculares) | 金文 jīnwén (escritura de bronce) | 简帛 jiǎnbó (escritura de bambú y seda) | 篆文 zhuànwén (escritura de sello) | 篆文 zhuànwén (escritura de sello) | 隸書 lìshū (estilo de los escribas) | 楷書 kǎishū (estilo regular)   | 楷書 kǎishū (estilo regular)     | 行書 xǐngshū (estilo corriente) | 草書 cǎoshū (estilo de hierba) |
| 甲骨文 jiǎgǔwén (escritura de huesos oraculares) | 金文 jīnwén (escritura de bronce) | 简帛 jiǎnbó (escritura de bambú y seda) | 大篆 dàzhuàn (sello grande)        | 小篆 xiǎozhuàn (sello pequeño)     | 隸書 lìshū (estilo de los escribas) | 繁體／繁体 fántǐ (tradicional) | 简体／簡體 jiǎntǐ (simplificado) | 行書 xǐngshū (estilo corriente) | 草書 cǎoshū (estilo de hierba) |